# Marktplatz (Tirschenreuth)
Der Tirschenreuther Marktplatz (offiziell: Maximilianplatz) liegt im Zentrum der Kreisstadt und ist der älteste öffentliche Platz Tirschenreuths. Auf der gut 10.350 Quadratmeter großen Fläche, in die sechs Straßen münden und an die sich zwei weitere Plätze anschließen, findet heutzutage kein Markt mehr statt. Ausnahmen sind die Kirwa und der Weihnachts- und der kleine Wochenmarkt. Der Marktplatz bildet das Zentrum der Stadt. Er wurde zwischen 2007 und 2009 nach einem Bürgerentscheid umgestaltet.
Die offizielle Bezeichnung des Marktplatzes ist Maximilianplatz, benannt nach dem 1864 verstorbenen König Maximilian II. von Bayern. Der Gebrauch dieses Namens ist bei der Bevölkerung aber eher unüblich.

## Lage
Der Tirschenreuther Marktplatz liegt im Zentrum der Altstadt und ist nord-südlich-orientiert. In seine Nordseite münden die Koloman-Maurer Straße sowie der Kirchplatz mit der Stadtpfarrkirche Mariä Himmelfahrt, und an seiner östlichen Seite schließen sich die Hörmanngasse und die Lehnerstraße an. Im Süden grenzt der Platz an den Unnaplatz sowie die Kochstraße und im Westen an die Badstraße und die Bahnhofstraße. Der Marktplatz hat die Form eines Rechtecks. Die Breite des Platzes beträgt 45 Meter und die Länge 230 Meter. Er ist für den Verkehr freigegeben.

## Gestaltung
An der Westseite befindet sich das Tirschenreuther Rathaus. Es wurde 1582 von der Mitte des Marktplatzes in die westliche Häuserzeile versetzt. Die Bebauung auf der Ostseite des Platzes ist durch die Lehnerstraße in zwei Abschnitte mit zwei- oder dreigeschossigen Gebäuden gegliedert. Auf dieser Seite befinden sich ebenfalls ein die städtische Hauptfiliale der Sparkasse Oberpfalz Nord und das Modehaus Jäger&Turba. Im Norden am Kirchplatz stehen die Stadtpfarrkirche und der Pfarrhof.
Die Mitte des langgezogenen, von Süden ansteigenden Platzes befindet sich eine Promenade. In der unteren Mitte befindet sich seit der Umgestaltung ein großer Brunnen. Auf dem oberen Marktplatz steht das Johann-Andreas-Schmeller-Denkmal. Vor dem Rathaus wurde ein restaurierter Fischbrunnen aufgestellt und an das obere Ende wurde die Dreifaltigkeits-Säule versetzt, die sich zuvor neben der Stadtpfarrkirche befand.
Der Platz ist außerdem neben dem TEO Einkaufszentrum der größte Einzelhandelsstandort der Stadt. Neben zahlreichen Restaurants und Cafés gibt es ein großes Bekleidungshaus und mehrere Geschäftsstellen großer Kreditinstitute.
Zwischen 2007 und 2009 erfolgte eine Neugestaltung des Platzes, nachdem eine Erneuerung des Kanalsystems nötig geworden war. Auch die großen Kastanienbäume, die den Platz dominierten, mussten wegen Krankheitsbefall entfernt werden. Aufgrund großer Abneigung gegen eine Neugestaltung des Platzes in der Bevölkerung, wurde ein Bürgerentscheid abgehalten, bei dem aber doch für eine Umgestaltung des Platzes gestimmt wurde.

## Veranstaltungen
In der oberen Platzmitte findet jeden Donnerstagvormittag ein kleiner Wochenmarkt für den Verkauf von landwirtschaftlichen Produkten statt. Der Ostermarkt und der Weihnachtsmarkt finden ebenfalls nur in der Mitte des Oberen Platzes statt, für den Peter und Paulmarkt und den Kirchweihmarkt (Kirwa) wird jedoch der gesamte Platz für den Verkehr gesperrt.

## Denkmalschutz
Die gesamte Tirschenreuther Altstadt gilt als Bodendenkmal.
Folgende (alle) Bauten am Marktplatz stehen unter Denkmalschutz:
- Maximilianplatz 8: Wohnhaus mit Tordurchfahrt und Strahlentor (1815)
- Maximilianplatz 28: Ehemalige Posthalterei, jetzt Wohn- und Geschäftshaus (17. Jahrhundert)
- Maximilianplatz 30: Steinernes Torgewände mit Pinienzapfen (1815)
- Maximilianplatz 31: Steinernes Torgewände (1815)
- Maximilianplatz 33: Ehemaliges Ackerbürgerhaus, Wohnhaus mit gewölbter Tordurchfahrt (16. Jahrhundert)
- Maximilianplatz 35: Rathaus, dreigeschossiger, mehrfach überformter Renaissancebau (1583 bzw. 1814)

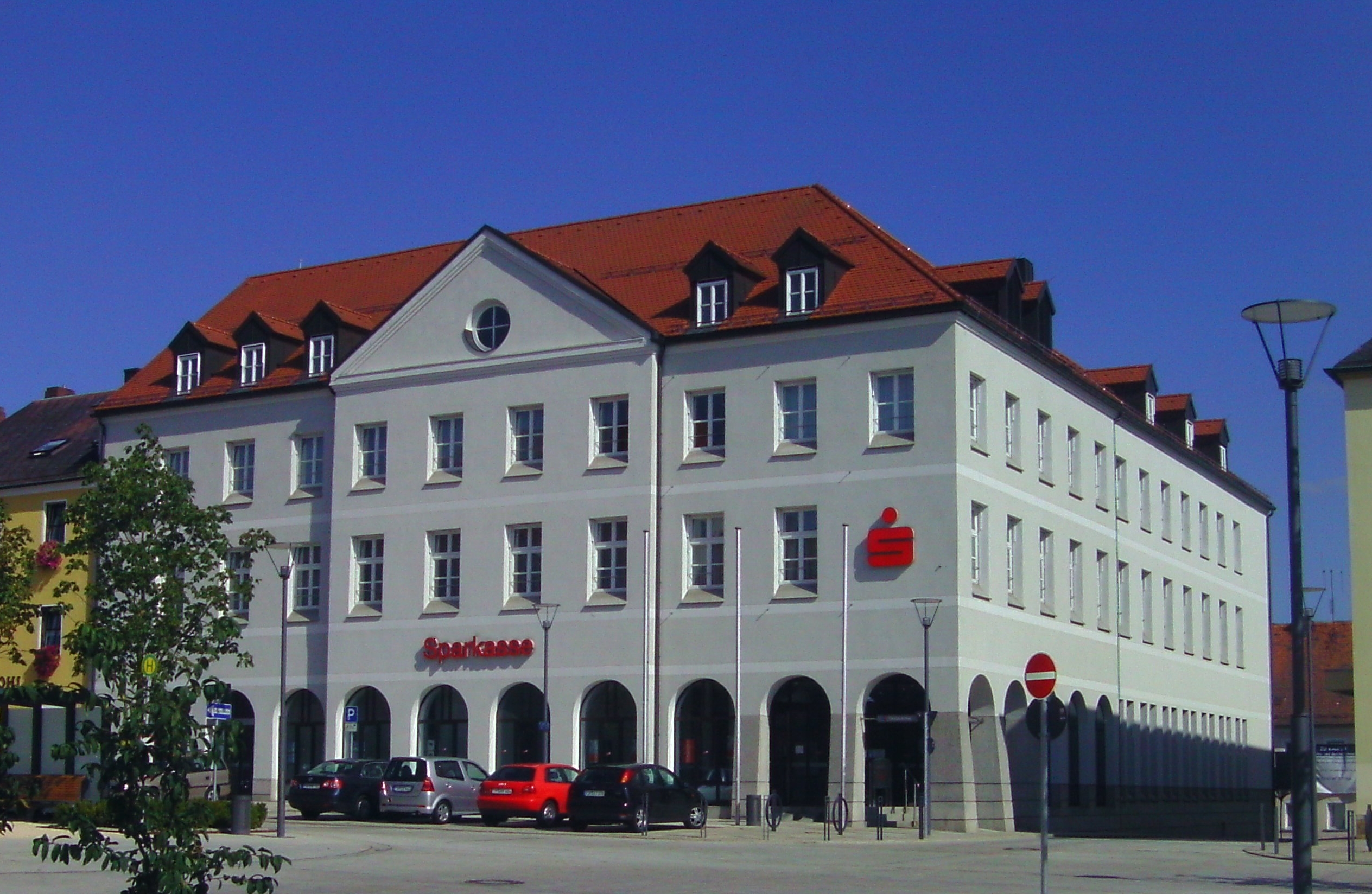
Gebäude der Sparkasse Oberpfalz Nord
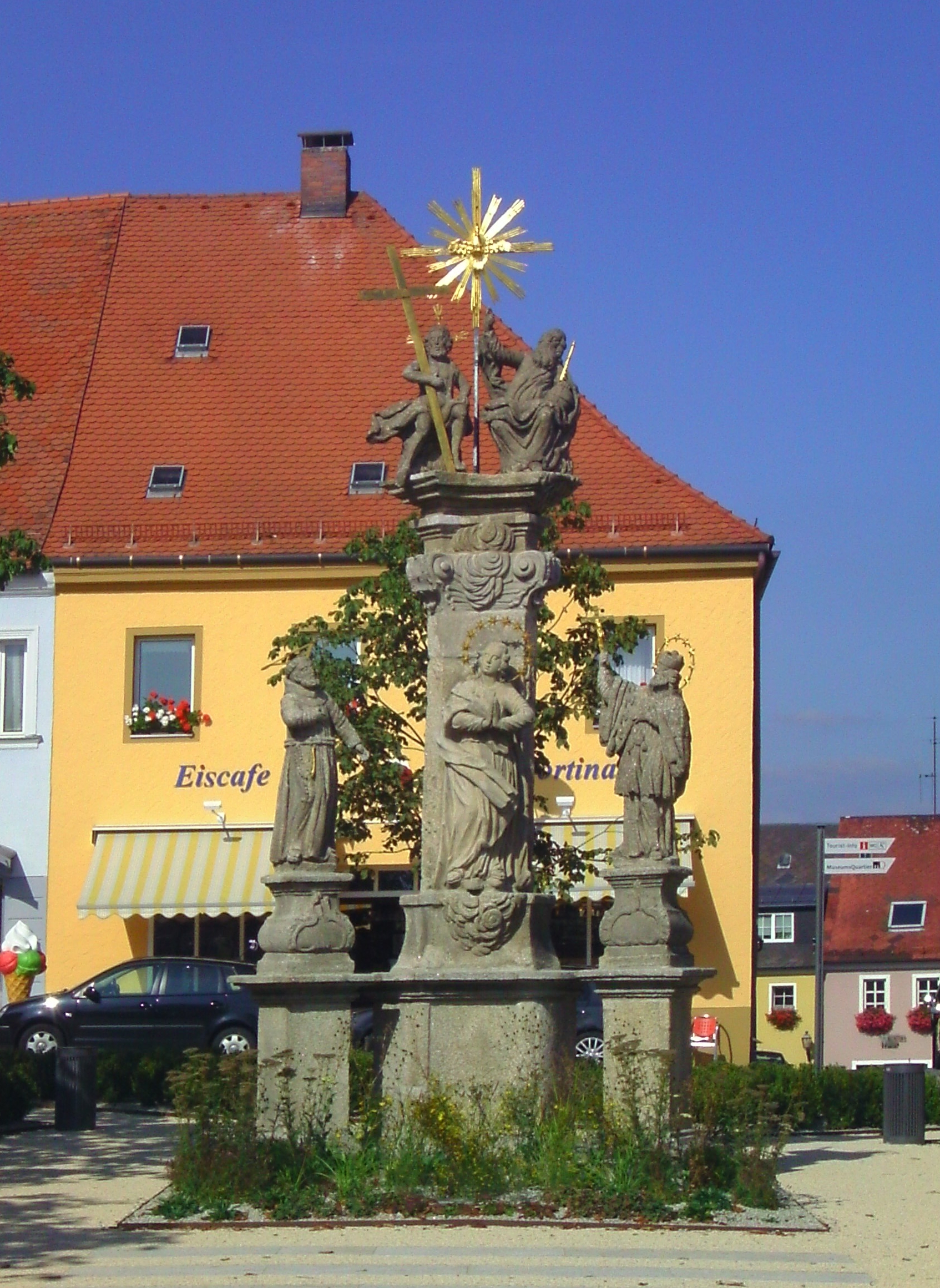
Die Dreifaltigkeitssäulen am oberen Marktplatz
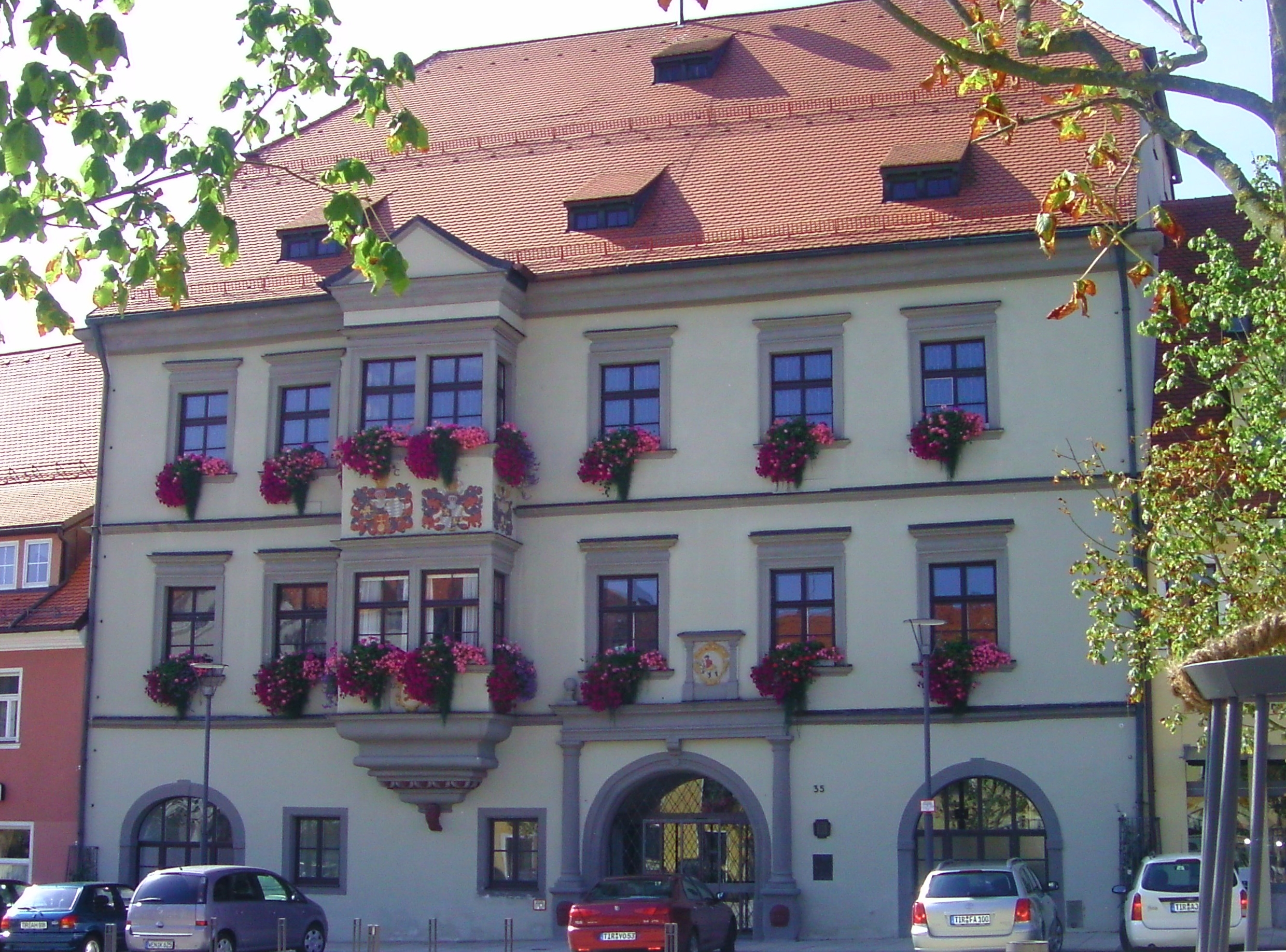
Das Rathaus
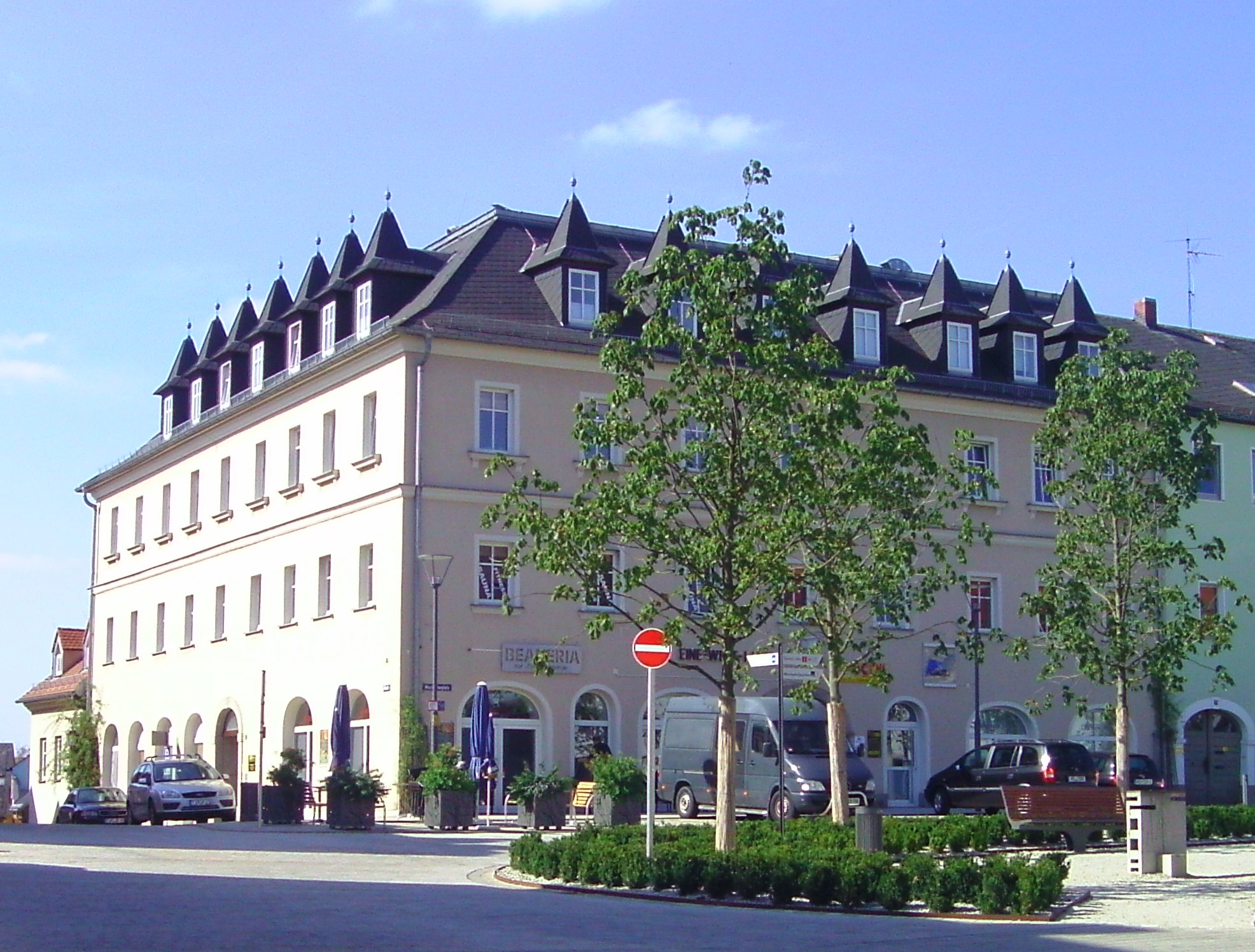
Maximilianplatz 28